# Резиденција краља Александра Карађорђевића у Хан Пијеску
Резиденција краља Александра Карађорђевића у Хан Пијеску налази се у Хан Пијеску и представља једину краљевску резиденцију у Босни и Херцеговини. Саграђена је 1921. године, за потребе краља Александра Карађорђевића. Дворац је у Другом свјетском рату дјелом оштећен, после рата служио је као резиденција државних службеника. Изгорио је у пожару 2005. године. Води се као национални споменик Босне и Херцеговине.

## Историја
Крајем 19. и почетком 20. вијека у Хан Пијеску боравили су Аустроугарски службеници, који су вршили мјерења квалитета ваздуха ханпјесачког подручја. Мјерењима је установљено да је Хан Пијесак простор са највишом концентрацијом озона у Европи, природна ваздушна бања. Чист ваздух, пространства бујне и високе црногоричне шуме измијешана са неколико бјелогоричних врста и висока концентрација озона погодовали су болесном цару Фрањи Јосифу. Стручњаци царевине су у то вријеме направили геодетску карту насеља и његове околине и дошли до закључка да је планински амбјент изузетно погодан за развој елитног туризма. Направљене су скице и плланови за изградњу монденског насеља за великане. Планирана је изградња љетниковца за Цара, али и још 17 врхунских одмаралишта различите величине. Планове Аустроугарске омело је Први свјетски рат.

Боравећи у Сарајеву престолонасљедник Александар информисан је о налазима аустоугарских стручњака о атмосферско-климатским потенцијалима ханпјесачког подручја који могу бити искориштени у здравствене сврхе. Тада је предложено будућем краљу да би за њега и његову породицу било добро да у Хан Пијеску изграде објекате који би повремено користили, јер ту има највише озона и представља прави природни санаторијум. Одмах по доласку у Београд краљ је упутио своје стручњаке да сагледају оправданост изнијете иницијативе, а убрзо је објелодањена одлука. 
„На Хан Пијеску до којега је долазила Српска војска за вријеме офанзиве у Босни 1914. године биће подигнут ловачки замак у којем ће Престолонасљедник становати за вријеме лова по босанским планинама.“
За изградњу је искориштена је аустроугарска документација преузета из Сарајева и израђена пројектна документација по којој ће се градити објекти, а краљ је званично одобрио изградњу виле.
„У новембру 1920. године Управа двора Његовог величанства Краља оверила је пројекат заведен у Сарајеву под број Н 4322/14 којим се у Хан Пијеску треба да гради Дворац назван Ловачки дом.“

Градња дворца је почела 1919. године, а саграђен је 24 мјесеца касније, док је градња цјелог краљевог комплекса завршена је 1924. године. Управа двора је од Грађевинске дирекције Сарајево 23. октобра 1924. године под бројем 10622 добила докуменат и констатовала довршење државних зграда у Хан Пијеску које ће служити за краљеве потребе. Саграђена је 1923. године и дворска црква којој је кумова Александар лично. У склопу објеката налазили су се и први тениски терени у Краљевини Југославији. 
 Заузет државничким обавезама, лично није присуствовао отварању цркве већ је послао свога изасланика сердара Јанка Вукотића. Краљу је додјељено и Дворско ловиште од 74 квадратна километра (карту ловишта погледати у галерији слика). По завршетку био је веома задовољан. Често је са породицом долазио у Хан Пијесак. Ту су поред краља, касније престолонаследника и њихове породице, долазили министри из владе, генерали и други достојанственици. Долазили су и разни државници. Примао је амбасадоре, изасланике и слично. У истом је проводио вријеме, обављао државничке послове и одмарао се. Постоје извори по којима је овдје потписан и Видовдански Устав. Краљ је у резиденцији примио у посјету и Кемала Ататурка, турског реформатора, приликом посјете Краљевини Срба, Хрвата и Словенаца. У дворцу је био угошћен и премијер Турске Мустафа Исмет Инени, априла 1937. године. До почетка рата премијер Стојадиновић је често боравио на Хан Пијеску.
У Априлском рату краљ Петар Други, при повлачењу боравио је у дворцу. Међутим локација је убрзо била откривена и нападанута од стране њемачке авијације. Карађорђевићи су се спасили бијегом кроз скровиште и тунел чији се улаз налази крај дворца. Пут су наставили из Хан Пијеска ка Палама.
Послије окупације Краљевине Југославије, дворац су запосјеле окупационе трупе. Ослобођењем Хан Пијеска, од стране југословенске војске у отаџбини под командом Аћима Бабића августа 1941. године, па до јануара 1942. године, дворац су користиле службе југословенске војске у отаџбини. У дворцу је била смјештена устаничка болница. У догађајима који су познати и као Друга непријатељска офанзива, 20. јануара 1942. године, у Хан Пијесак улазе њемачке јединице. Рањеници, болесници и особље болнице углавном су евакуисани. Остало је осам тежих рањеника које су Нијемци побили, а народ их је касније у близини објекта и сахранио. Са упадом у дворац Нијемци, траже сребрно посуђе и новац, вриједније ствари товаре у припремљена возила (намјештај израђен у дуборезу и друге експонате) и одвозе у Трст.
Од краја јануара 1942. године до јесени 1943. године дворац су користили Нијемци и усташе. Партизанске снаге у јесен 1943. године поново ослобађају Хан Пијесак. Тада њемачко-усташки авион бомбардује дворац и пошто је био од дрвене грађе брзо је изгорио.
После ослобођења одлуком из 1946. године, дворац је обновљен, а назив му је преименован у Титов дворац. Служио је за потребе Савезног планинског добра, а касније Војно — планинског добра под управом гарнизона и команде гарде из Београда. Први управник дворца био је капетан Илија Зобеница, а најдуже је управник био Љубо Шаргић. Крајем 80-тих година објекат је као вила „Босанка“ био под управом 7. војне области из Сарајева. Војни гарнизон у Хан Пијеску обезбјеђивао је дворац. У њему је било нешто нађеног намјештаја из краљевог времена. Послуга у вили дворца већином је коришћена из хотела у Хан Пијеску који је био у саставу Војно планинског добра. У њему је често боравио Милан Жежељ. Вила је годинама квалитетно одржавана, а већина раритетног и репрезентативног намјештаја из времена краља Александра била је сачувана, све до седамдесетих година, када почиње вријеме небриге. После смрти Тита, дворац полако почиње да пропада.
У току Одбрамбено-отаџбинског рата, дворац користила Војска Републике Српске. Од 2004. године пренијет је у власништво општине, али нису изнађена средства за његову обнову, одржавање и стављање у функцију. У љето 2005. године дворац је изгорио.

## Галерија
- Вила из комплекса краљевог дворца
- Дворско ловиште у Хан Пијеску, површине 74 квадратна километра, карта из 1924. године.
- Дворац после Другог свијетског рата